# Vilhelm Lindgren
Emil Gustav Vilhelm Lindgren, född 13 februari 1900 i Edefors församling Norrbottens län, död 6 november 1954 Kemi i Finland, var en svensk journalist och redaktör. 
Lindgren växte upp i herrgårdsmiljön i Bodträskfors, där hans far (Emil Gunnar Lindgren) hade anställning som bokhållare och, under en kortare tid, bruksinspektor. Lindgren var en mycket duktig friidrottare i sin ungdom då han tillhörde de bästa löparna i Sverige på bland annat 100 m. Lindgren arbetade senare som journalist och redaktör på Norrbottens-Kuriren, där han främst verkade som sportjournalist, under namnet Nick, men blev även känd för de dikter han dagligen skrev för tidningen, bland annat "Berg i dagen". Under slutet av 1940-talet arbetade han för att en broförbindelse mellan Luleå och Bergnäset skulle byggas och fick vara med om när Bergnäsbron invigdes 1954 av prins Bertil. Lindgren var gift med Sylvia Lindgren, f. Bergman från Bjärtrå församling i Ångermanland. Lindgren dog i Kemi, Finland, på en arbetsresa. Lindgrens farbror arbetade också på "Kuriren" liksom hans son och sondotter.